# Cas and Dylan
 (novembre 2014).
Si vous disposez d'ouvrages ou d'articles de référence ou si vous connaissez des sites web de qualité traitant du thème abordé ici, merci de compléter l'article en donnant les références utiles à sa vérifiabilité et en les liant à la section « Notes et références ».
Cas and Dylan est un long métrage indépendant canadien réalisé par Jason Priestley. Il met en vedette Richard Dreyfuss et Tatiana Maslany.
Le film a été tourné en fin d'été et début de l'automne 2012 à Sudbury, en Ontario, et à Calgary, en Alberta (Canada).
Il a été produit par Mark Montefiore de la Montefiore Films et écrit par Jessie Gabe. Emily Alden de Pacific Northwest Pictures Marina Cordoni de Breakthrough Entertainment en sont les productrices exécutives.
Cas and Dylan a été projeté lors de l'Atlantic Film Festival de 2013 ainsi qu'au cours du Cinéfest Sudbury International Film Festival et le Whistler Film Festival.
Tatiana Maslany a été nommée dans la catégorie « Meilleure actrice » lors de la 2e cérémonie des Prix Écrans canadiens. Elle a également remporté le Phillip Borsos Award pour la « meilleure performance » lors du Whistler Film Festival de 2013.
Le film est sorti le 9 mai 2014 dans les salles à travers le Canada, avant une sortie en DVD le 12 août 2014. 

## Histoire
Le docteur Cass Pepper, un vieux médecin âgé de 61 ans condamné par la maladie, parcourt le pays avec Dylan Morgan, une jeune écrivaine de 22 ans. Cette dernière encourage le vieux médecin à profiter au maximum de ses derniers jours sur terre. Ensemble, il apprendront de belles leçons de vie. 

## Distribution
- Tatiana Maslany : Dylan Morgan
- Richard Dreyfuss : le docteur Cass Pepper
- Aaron Poole : Steve
- Eric Peterson : Jack
- Natalie Radford : Susan Crosby
- Christopher Cordell : Bobby
- Corinne Conley : Rose
- Jayne Eastwood : la réceptionniste de l'hôtel